# Лакруа, Жеральд Сиприен
Жеральд Сиприен Лакруа I.S.P.X. (фр. Gérald Cyprien Lacroix; род. 27 июля 1957, Сент-Илер-де-Дорсе, Канада) — канадский кардинал. Титулярный епископ Ильты и вспомогательный епископ Квебека с 7 апреля 2009 по 22 февраля 2011. Архиепископ Квебека и примас Канады с 22 февраля 2011. Кардинал-священник с титулом церкви Сан-Джузеппе-аль-Аурелио с 22 февраля 2014.